# Décès en 991
Décès
- 987
- 988
- 989
- 990
- 991
- 992
- 993
- 994
- 995

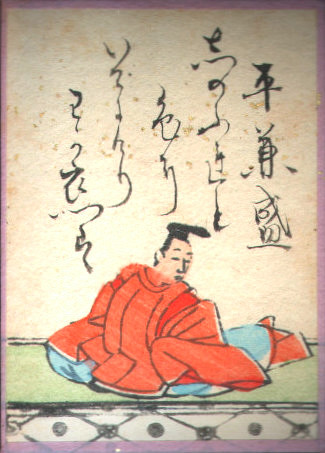
Taira no Kanemori, mort en 991.

Cette page dresse une liste de personnalités mortes au cours de l'année 991 :
- 6 mars : Bardas Sklèros, général byzantin, usurpateur de 987 à 989[1].
- 16 avril : Maynard Ier, bénédictin, premier abbé du Mont Saint-Michel.
- 21 mai : Pilgrim de Passau, 18e évêque du diocèse de Passau.
- 12 juin : Charles de Basse-Lotharingie, prétendant au trône de Francie occidentale.
- 15 juin : Théophano Skleraina, impératrice, veuve de l'empereur Otton II.

- Alérame de Montferrat, marquis de Montferrat, fondateur de la maison des Alérame (Aleramici).
- Achot-Sahak de Vaspourakan, roi arménien de Vaspourakan.
- Bakjur, esclave militaire (ghulam) circassien qui sert les Hamdanides d'Alep puis les Fatimides d'Égypte.
- Byrhtnoth, ealdorman d'Essex.
- En'yū, soixante-quatrième empereur du Japon.
- Ibn Babuyeh, théologien chiite iranien.
- Yaqub ibn Killis, vizir au service des Fatimides.
- Lanzelin de Habsbourg, ou Lancelin (diminutif de Landolf), comte d'Altenbourg et de Klettgau.
- Ōnakatomi no Yoshinobu, poète de waka du milieu de l'époque de Heian, membre de la noblesse japonaise.
- Otton Ier de Montferrat, marquis de  Montferrat.
- Bardas Sklèros, usurpateur byzantin.
- Taira no Kanemori, poète waka du milieu de l'époque de Heian et noble japonais.

## Crédit d'auteurs
- Cet article est partiellement ou en totalité issu de l'article intitulé « 991 » (voir la liste des auteurs).